# Lexus IS
A Lexus IS egy középkategóriás autó, amelyet a japán Lexus cég gyárt 1998 óta. Összesen 3 generációja van.

## Generációi

### XE10 (1998–2005)

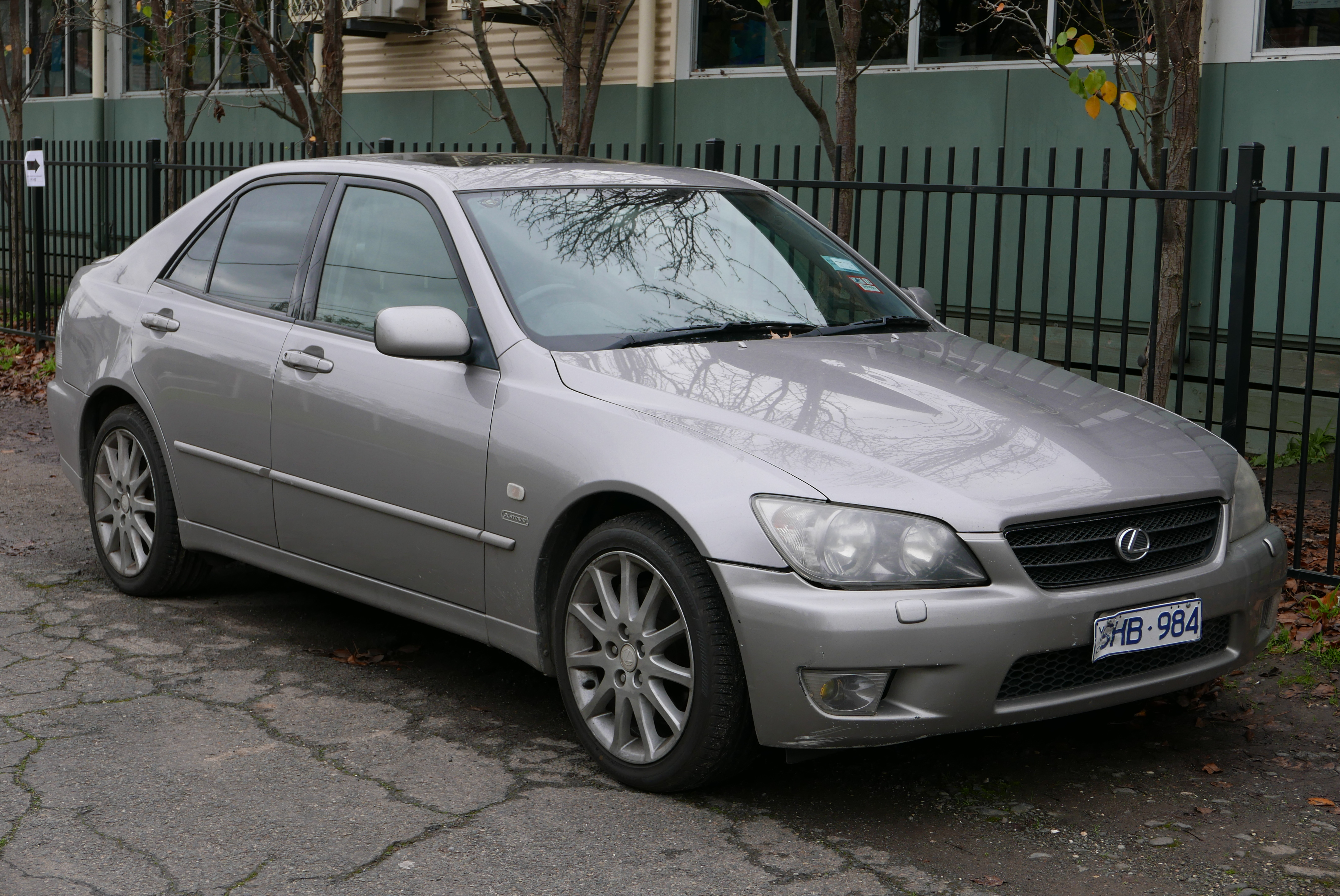
Lexus IS 1998–2005

Az XE10 az első generáció. A gyár 1998-től 2005-ig készítette a modelleket. 2000-ben és 2003-ban módosították a karosszériát.

### XE20 (2005–2015)

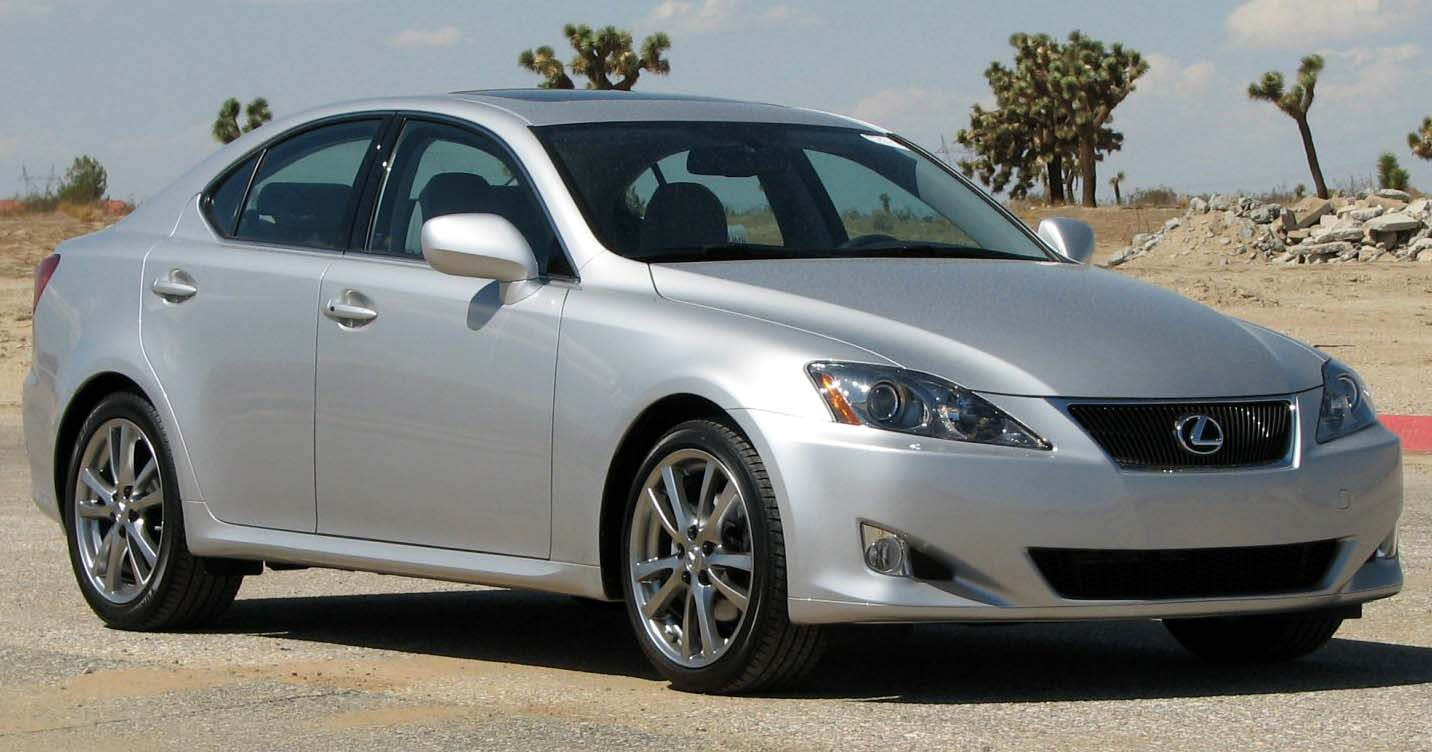
Lexus IS 2005–2015

Az XE20 a második generáció. A gyár 2005-től 2015-ig készítette a modelleket. 2008-ban módosították a karosszériát.

### XE30 (2015-től)

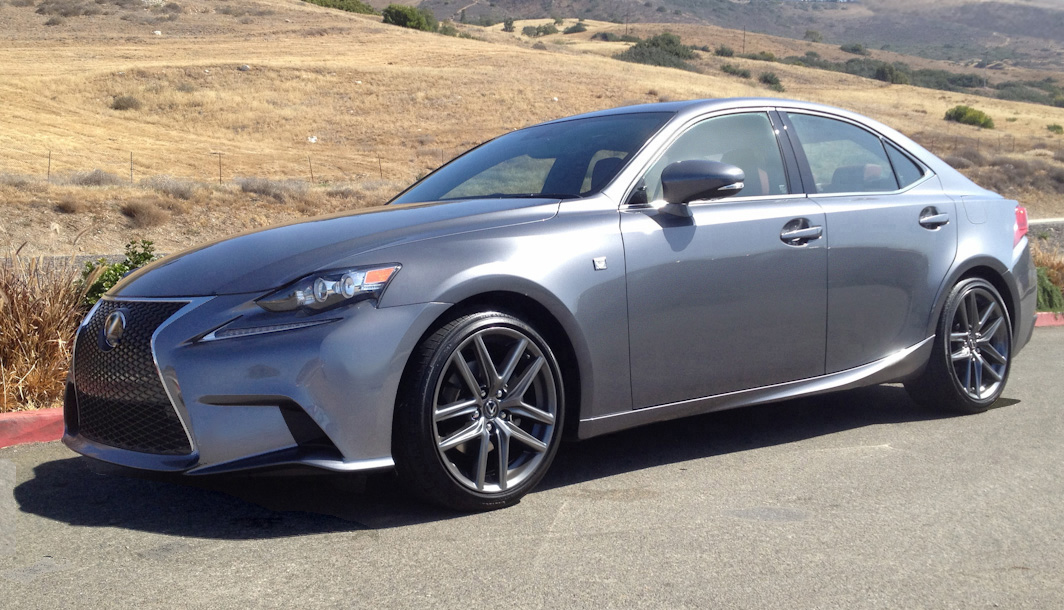
Lexus IS 2015-től

Az XE30 a harmadik generáció. A gyár 2015-től készíti a modelleket.

## Fordítás
- Ez a szócikk részben vagy egészben  a   Lexus IS című angol Wikipédia-szócikk fordításán alapul.  Az eredeti cikk szerkesztőit annak laptörténete sorolja fel. Ez a jelzés csupán a megfogalmazás eredetét és a szerzői jogokat jelzi, nem szolgál a cikkben szereplő információk forrásmegjelöléseként.